# 7499 L'Aquila
7499 L'Aquila è un asteroide della fascia principale. Scoperto nel 1996, presenta un'orbita caratterizzata da un semiasse maggiore pari a 3,1508911 UA e da un'eccentricità di 0,1354083, inclinata di 9,95933° rispetto all'eclittica.
L'asteroide è dedicato all'omonima città italiana.